# Serriera
Serriera es una comuna y población de Francia, en la región de Córcega, departamento de Córcega del Sur.
Su población en el censo de 1999 era de 106 habitantes.

## Demografía
| 132 | 136 | 128 | 111 | 106 | 106 |
| Para los censos de 1962 a 1999 la población legal corresponde a la población sin duplicidades (Fuente: INSEE [Consultar]) |     |     |     |     |     |

- Datos: Q244857
- Multimedia: Serriera / Q244857

1. ↑  Worldpostalcodes.org, código postal n.º 20147.
2. ↑  INSEE, Datos de población para el año 2012 de Serriera (en francés).